# Стара скопска гара
Старата скопска гара (на македонска литературна норма: Стара скопска железничка станица) е гарова сграда в град Скопие, Северна Македония.
Частично разрушена от Скопското земетресение в 1963 година, сградата е консервирана като символ на бедствието. В нея в 1970 година е разположен Музеят на град Скопие. Обявена е за паметник на културата.

## Описание
Гарата е разположена в центъра на града, на улица „Мито Хадживасилев Ясмин“. Изградена е в първата половина на XX век от архитект Велимир Гаврилович, който отлично смесва различни архитектурни концепции и стилове в единно архитектурно цяло. Състояла се е от три отделни обема, свързани помежду си, от които средният доминира със своята дължина, височина и с предната си северна фасада. Обектът е имал надлъжна симетрия с основа на издължен правоъгълник с ширина 29,65 m на страничните части и 31 m на средната и дължина 25 m на страничните части и 63,52 на средните или обща дължина 113,52 m. Страничните части имали сутерен, приземие, два етажа и подпокривен етаж, а средният дял приземие с голяма височина и подпокривен етаж. Приземието е било заето от голям хол с височина 14 m, осветен отгоре. Покривите са едноскатни с пад към вътрешния двор. Сградата е с железобетонна конструкция. Стените са зидани от цяла тухла, а покривната конструкция е дървена с керемиди. Фасадата на страничните части е измазана и облицована с мраморни плочи до парапета на прозорците от първия етаж. Средната част е изцяло облицована с мраморни плочи завършващи с фриз от мрамор. На фасадата доминирала красива мраморна колонанада, свързана с полукръгли сводове, която обхваща височината на два етажа. От мрамор са били и перонните стени с кръгли прозорзи и изходи с полукръгли сводове от профилирани мраморни блокове.
Сградата е полуразрушена от Скопското земетресение в 1963 година. В 1967 година е изработен идеен проекти и в 1968 – 1970 година е санирана и адаптирана за Музея на град Скопие. Запазен е западният дял на сградата и част от централния с входа – общо по-малко от една трета от оригиналната сграда. В тази част на сутерен, приземие и три етажа е разположен музеят.